# Almah
Almah (estilizado como ALMAh) foi uma banda brasileira de heavy metal formada na cidade de São Paulo em 2006.

## História

### O início e primeiro álbum, primeiros shows (2006-2007)
Almah foi criado como projeto solo de Edu Falaschi[carece de fontes?]. O primeiro álbum homônimo foi lançado em julho de 2006. Além de atuar como vocalista, guitarrista e tecladista, Edu Falaschi produziu o álbum, compôs todas as músicas e letras, gravou todos os violões e teclados e criou os arranjos de vozes, guitarra, baixo, bateria, teclados e orquestra. O disco foi gravado parte na Finlândia, Estados Unidos e Brasil, e contou com músicos de renome internacional como Emppu Vuorinen (guitarrista do Nightwish), Lauri Porra (baixista do Stratovarius) e Casey Grillo (baterista do Kamelot), e ainda tem a participação especial de músicos convidados como Mike Stone (guitarrista do Queensrÿche), Edu Ardanuy (guitarrista do Dr. Sin) e Sizão Machado, (ex-baixista de Tom Jobim e Chico Buarque). O álbum de estréia recebeu resenhas elogiosas em vários dos mais importantes sites e revistas de rock do mundo, e chegou a ficar entre os Top 10 nas paradas de heavy metal da Europa.
A turnê para promover o primeiro álbum começou no dia 1 de setembro de 2006, onde foi realizado um pocket show na Expo Music, em São Paulo. O primeiro show oficial completo da banda foi realizado dia 2 de setembro na cidade de São Caetano do Sul, em São Paulo, no Victoria Hall. A banda contava com os antigos membros da banda Symbols (antiga banda de Edu Falaschi); Demian Tiguez (guitarra) e Adriano Daga (bateria), mais seu irmão Tito Falaschi (baixo); Rafael Bittencourt (Angra) (guitarra) e Renato Tribuzy (vocal) também participaram de shows como convidados especiais, nessa turnê e Edu também tocava guitarra em algumas músicas. Foram 7 shows e 2 pockets shows, passando pelos estados de São Paulo, Rio de Janeiro, Santa Catarina, Paraná e Rio Grande do Sul.
Em março de 2007 o álbum é lançado na Europa pelo selo AFM Records. Em julho de 2007, após o fim da turnê do Angra, a primeira turnê do Almah é retomada no dia 19 de julho, no Anime Friends em São Paulo, com público de 4.500 pessoas. A banda tinha novidades na formação; sendo o baterista Aquiles Priester, o tecladista Fábio Laguna e o baixista Felipe Andreoli, todos do Angra; mais o guitarrista Edu Ardanuy do Dr. Sin, que fez apenas 2 shows. Depois disso, ele indica o guitarrista brasiliense Marcelo Barbosa, do Khallice. O show de estreia de Marcelo Barbosa foi em 7 de setembro de 2007, no London Pub, em Uberlândia, Minas Gerais. Foram 10 shows realizados entre julho e outubro de 2007, encerrando a turnê de divulgação do primeiro disco da banda, nessas datas passaram pelos estados de Paraná, Minas Gerais, São Paulo, Bahia, Pernambuco, Ceará e Santa Catarina. Após estas apresentações, Aquiles e Fábio decidem sair da banda e ficam somente no Hangar.

### Segundo álbum de estúdio (2008-2009)
No início de 2008, como o Angra estava temporariamente parado por problemas judiciais, Edu Falaschi se dedica integralmente ao Almah, fazendo diversos workshops no começo do ano. Em março de 2008, já em caráter definitivo como banda, e não mais como projeto solo, durante a pré-produção do novo álbum entram na banda o guitarrista gaúcho Paulo Schroeber, e o também gaúcho e baterista Marcelo Moreira (Burning in Hell), ambos de Caxias do Sul.
Após o grande sucesso com o primeiro álbum, o projeto cresceu tomando forma de banda. No dia 24 de setembro de 2008, no Brasil (Laser Company) e na Ásia (Victor-JVC), o Almah lançou seu segundo álbum, intitulado Fragile Equality, e no dia 17 de outubro do mesmo ano lançou na Europa, Estados Unidos e Canadá (AFM). Fragile Equality foi gravado no Norcal Studios em São Paulo, no primeiro semestre de 2008. A produção foi feita por Edu e Felipe; a mixagem foi feita por Brendan Duffey e Adriano Daga; a masterização foi realizada por Walter Lima e Fabio Ernesto. Somente um mês depois do lançamento do álbum, a primeira prensagem se esgotou; um recorde importante para uma banda de heavy metal recém formada. É gravado o primeiro clipe da banda em dezembro, na Sede Náutica do Ascad, em Brasília. A música escolhida foi "Beyond Tomorrow", com direção de Rodrigo Giannetto.
A nova formação fez sua estreia dia 4 de julho no Festival Piauí Pop, com o Almah sendo headliner da noite. As outras atrações principais que se apresentaram antes foram Capital Inicial, Engenheiros do Hawaii e NX Zero. A banda também faz um pocket show na Expo Music em setembro.
O primeiro show oficial da turnê aconteceu dia 19 de novembro no Manifesto Bar, em São Paulo. Nessa turnê Edu tocou teclado em algumas músicas. Também participam de programas de TV nessa turnê. Nessa turnê a banda tocou junto com algumas bandas, como Matanza, Tuatha de Danann, Torture Squad, Dark Avenger, Tim Ripper Owens, Shadowside, Lipstick, Illustria e Bittencourt Project. A turnê passou por várias regiões do país, com destaque para os shows nos festivais SBC Metal Fest em São Paulo, Piauí Pop e Porão do Rock em Brasília, em 2008; Independência ou Rock (Santos) e Otacon (Brasília) em 2009; Roça n Roll 2010 (Varginha) e Marreco's Fest (Brasília) em 2010, sendo este último o show de encerramento da turnê, no dia 19 de junho de 2010.  Foram 21 meses de turnê passando por todo o Brasil. Com o fim da turnê, Edu e Felipe voltaram para a banda Angra.
Em setembro de 2009 é fundado o primeiro fã clube internacional da banda, na França.

### Motion, saída de Paulo Schroeber e Felipe Andreoli (2011-2013)
Em setembro de 2011, Edu, Marcelo Barbosa e Felipe vão para o Japão e Europa divulgar o álbum por meio de entrevistas na imprensa especializada. Foi feito um show acústico em Tóquio, no Shinjuku Rock in Current, onde foram foram tocadas 7 músicas, incluindo "Pegasus Fantasy", tema do anime Cavaleiros do Zodíaco.
Em outubro de 2011 a banda lançou Motion, pelo selo Laser Company no (Brasil), AFM na Europa e América do Norte, JVC no Japão e Icarus Records na América Latina. Quem produziu o álbum foram Edu e Felipe. O álbum foi gravado por Brendan Duffey e Adriano Daga no Norcal Studio em São Paulo e foi mixado e masterizado no Split Second Sound Studios em Amsterdã (Holanda), por Jochem Jacobs. O álbum conta com uma sonoridade agressiva, diferente do metal melódico de seu antecessor, e recebeu elogios de revistas e programas especializados. São feitos dois clipes para as músicas "Trace Of Trait" e "Late Night in 85", gravados em Caxias do Sul (RS).
Logo após o lançamento do álbum a banda iniciou a turnê de divulgação do disco, com vários shows pelo Brasil. O guitarrista Paulo Schroeber deixou a banda em outubro de 2011 por problemas de saúde. Seu último show foi dia 22 de julho de 2011 no ForCaos Festival, no Anfiteatro "Dragão do Mar", em Fortaleza. Ele não participou de nenhum show da turnê, apenas aparecendo nos clipes de "Trace Of Trait" e "Late Night in 85".
A turnê teve apenas 16 shows, começando dia 15 de outubro de 2011 no Master Hall, em Curitiba, e terminando dia 19 de setembro de 2013 no Rock in Rio. A banda tocou no palco Sunset, com o tempo de show dividido com a banda Hibria. O Almah tocou 7 músicas, sendo duas covers. As atrações principais do dia foram: Metallica, Alice in Chains, Rob Zombie, Bullet For My Valentine, Sebastian Bach e Sepultura.
Quem substituiu Paulo Schroeber nos primeiros shows da turnê do álbum Motion, no segundo semestre de 2011 até o fim do ano, foi o guitarrista Ian Bemolator da banda Dark Avenger de Brasília. Destaque para o Festival "Dia do Metal Nacional" realizado dia 6 de novembro no Carioca Clube em São Paulo. Também participaram desse evento as bandas: Hangar, Shaman, Hibria, Illustria, Nando Fernandes Forward e Wizards. Nesse período a banda também faz alguns shows junto com o Sepultura.
No começo de 2012, a banda pausa por alguns meses para Edu recuperar-se do seu problema de refluxo.
Em abril de 2012 o guitarrista Gustavo Di Padua entrou definitivamente na banda e faz sua estreia no Metal Open Air, realizado em São Luís, no Maranhão, ocupando o posto deixado por Paulo Schroeber.
No dia 24 de maio de 2012, Felipe Andreoli anuncia em seu site oficial a saída da banda, para dedicar-se ao Angra e seus projetos paralelos. Seu último show foi em 12 de maio, no Paraguai, data em que o Almah se apresentou pela primeira vez fora do Brasil. Ao mesmo tempo, Edu Falaschi anuncia sua saída do Angra.
A estreia do novo baixista Raphael Dafras foi em 6 de setembro de 2012, no Tribal Club, em Santos. No dia 7 de setembro de 2012, a banda tocou no Festival Porão do Rock, em Brasília. Após isso, o Almah lança mais dois clipes, o primeiro em 5 de outubro de 2012, com da música "Days of the New" (gravado no Metal Open Air com o novo guitarrista Gustavo Di Padua), e "Living and Drifting", lançado em 31 de janeiro de 2013 (com o novo baixista Raphael Dafras).
No dia 13 de maio de 2013 a banda lança o quinto e último clipe do álbum Motion. A música escolhida foi "When and Why". Motion se tornou o álbum mais divulgado pela banda por meio de videoclipes.
No dia 13 de julho de 2013, a banda participa do festival Araraquara Rock, sendo esse o ultimo show da Motion Tour e o ultimo show do guitarrista Gustavo Di Padua no Brasil. 

### Unfold, saídas de Gustavo Di Padua e Marcelo Moreira (2013-2015)
No começo de 2013 a banda inicia a pré-produção do novo álbum em São Paulo, no Do It! Studio; estúdio recém inaugurado por Edu Falaschi em sociedade com seu irmão Tito Falaschi. Em meados de 2013, a banda começa a gravar o novo álbum, chamado Unfold, com lançamento em novembro. As gravações ocorreram no estúdio de Edu e Tito Falaschi, o recém inaugurado Do It! Studio. Foi e mixado e masterizado por Damien Rainaud no Darth Mader Music em Los Angeles, e a arte da capa foi produzida por Nathalia Suellen. O primeiro single do álbum foi com a música "Raise the Sun", lançado em 26 de setembro de 2013.
Em novembro a banda faz sua primeira turnê Europeia, fazendo 12 shows, iniciando a turnê de divulgação de Unfold, passando por Alemanha, Holanda, Bélgica, França, Espanha e Itália. No começo de dezembro, o guitarrista Gustavo Di Padua decide deixar a banda após a turnê Européia; seu último show foi dia 17 de novembro em Florença, na Itália. Em entrevista, Edu Falaschi revelou que no final de 2013 ligou para o guitarrista Paulo Schroeber, o convidando para voltar a banda. Schroeber disse que estava se sentindo bem e aceitou voltar, mas sua saúde piorou.
No dia 7 de dezembro, o Almah abre a turnê de Unfold no Brasil, lançando o novo álbum oficialmente em show realizado no Manifesto Rock Bar, em São Paulo. Nesse dia os guitarristas convidado foram Bill Hudson (Circle II Circle) e Ian Bemolator, que já havia feito algumas apresentações com a banda no fim de 2011, após a saída de Paulo Schroeber. No final de 2013, em entrevista ao blog Road To Metal, o guitarrista Marcelo Barbosa disse que seu aluno, o também guitarrista Ian Bemolator (que já havia feito alguns shows com a banda em 2011 após a saída de Paulo Schroeber) iria ficar na banda temporariamente até março de 2014, até encontrarem um guitarrista fixo.
No dia 6 de fevereiro de 2014, a banda participa do Programa Todo Seu, na TV Gazeta, apresentado por Ronnie Von. Os integrantes Edu Falaschi, Marcelo Barbosa, Rafael Dafras, e o convidado especial Tiago Mineiro (teclados) fizeram duas versões ao vivo e acústicas para as músicas "Warm Wind" e "Wings of Revolution", ambas do novo CD Unfold. Em 13 de março de 2014, a banda também gravou um especial para o Showlivre.com, apresentado por Clemente. Os integrantes Edu Falaschi, Marcelo Barbosa, Rafael Dafras, e novamente o convidado especial Tiago Mineiro (teclados), tocaram músicas do novo CD Unfold além de uma breve entrevista.
Em 15 de março de 2014, o guitarrista Ian Bemolator fez seu último show no Festival "Vides Games Metal" em Brasília, no Clube de Engenharia. A banda abriu para o Sonata Arctica. Ian mudou-se para a Europa logo depois.
Em 23 de março de 2014, o guitarrista Diogo Mafra (Dynahead) faz sua estreia; o show foi em Florianópolis, na Quarta Edição da Maratona Cultural.
No dia 24 de março de 2014, o guitarrista Paulo Schroeber faleceu aos 40 anos por insuficiência cardíaca, após vários dias internado em Caxias do Sul.
Em 26 de julho de 2014, a banda se apresenta mais um vez no Anime Friends 2014 e divulga diversas músicas, em especial as do álbum Unfold. Vale ressaltar um fato, no dia 4 de setembro de 2014, é lançado o clipe no Youtube da música "Beware The Stroke", o vídeo foi feito por um fã, que filmou alguns shows da banda. O fato curioso é que o guitarrista temporário Ian Bemolator participa de algumas cenas, em outras aparece Diogo Mafra. No dia 14 de outubro de 2014 é lançado o clipe da música "Believer", com direção de Diogo Araujo.
Em abril de 2015, a banda toca no Festival Abril Pro Rock, em Recife.
No dia 1 de junho de 2015, a banda anuncia Pedro Tinello como novo baterista, substituindo Marcelo Moreira. O ultimo show de Marcelo foi dia 9 de maio de 2015 no AnimeXtreme em Porto Alegre. A estreia de Pedro Tinello foi dia 27 de junho de 2015, no Sesc Santo André (SP).
O Almah se apresentou pela primeira vez nos Estados Unidos em novembro de 2015, realizando apresentações em Houston, Austin, e no festival ProgPower USA, em Atlanta; o headliner foi a banda Saxon. A turnê do Unfold terminou dia 25 de junho de 2016, na Expo Feria Nacional Gómez Palacio, no México.

### E.V.O e hiato(2016-2017)
Em setembro de 2016, o Almah lança seu quinto álbum de estúdio, E.V.O, que foi muito bem recepcionado pela crítica[carece de fontes?]. Todas as músicas foram de autoria de Edu Falaschi. A mixagem e masterização foi feita por Damien Rainaud, e as gravações foram feitas por Tito Falaschi. O álbum foi gravado no IMF Studio, em São Paulo. A produção foi de Edu Falaschi. Além do vocal, ele também gravou teclado, violão e percussão. Tiago Mineiro gravou o piano da música "The Brotherhood", e Bruno Boncini gravou o violoncelo em "Age of Aquarius". E.V.O traz um trabalho conceitual baseado na evolução da mente e da alma das pessoas, durante uma nova era que o mundo está prestes a viver, a “Era de Aquário”. O autor, Edu Falaschi, abordou assuntos diversos, que estão conectados com o conceito principal, criando uma série de letras intrigantes, que vão desde a mitologia greco-romana até teorias ortodoxas e esotéricas, astrologia, história antiga e contemporânea. A arte da capa, composta pelo artista brasileiro Carlos Fides (Evergrey, Almah, etc.), traz todos os elementos que representam o principal conceito contido nas letras do álbum, e com uma figura central representando a constelação de Aquário. A arte traz também pela primeira vez o logo da banda em uma cor dourada, que se encaixa perfeitamente com o vibração positiva de E.V.O.
A turnê começou novamente no Rio de Janeiro, dia 5 de novembro de 2016, no Festival Hell in Rio. Tocaram também Angra, Sepultura, Korzus, Project 46, Hibria, Dead Fish, Velhas Virgens, Oitão, entre outras. Em 15 de novembro de 2016, o Almah é convidado para tocar no Angra Day, no Manifesto Bar, em São Paulo. Em 16 de novembro de 2016 é lançado o clipe da música "Speranza", com direção de Rodrigo Rossi.
Em 15 de maio de 2017 é lançado o clipe da música "Pleased To Meet You", novamente com direção de Rodrigo Rossi. Em novembro de 2017 é realizado o ultimo show no Manifesto Bar, em São Paulo. Após esta apresentação, a banda entra em hiato, e Edu dedica-se somente ao projeto Rebirth of Shadows/Temple Of Shadows.
Em 2023 alguns membros do Almah deram entrevistas a podcasts, e um dos entrevistados foi o baterista Pedro Tinello. Na entrevista Pedro é questionado se o Almah realmente acabou, ou se é possível esperarmos a volta da banda. Pedro responde "A banda nunca deu um fim definitivo em suas atividades. Nunca rolou uma reunição do Edu dizendo, olha a banda vai acabar e cada um segue seu destino. O Edu começou a seguir seu projeto solo, o Marcelo Barbosa entrou pro Angra, o Diogo Mafra e o Raphael Dafras ficaram junto com o projeto solo do Edu Falaschi, e eu tenho dado muitas aulas, feito outros trabalhos com outras bandas. Ninguém comenta a respeito de um possível retorno, mas eu creio que em algum momento terá de haver uma conversa para decidir se vamos parar a banda de vez ou se continua o projeto."

## Discografia
Álbuns de estúdio
- Almah (2006)
- Fragile Equality (2008)
- Motion (2011)
- Unfold (2013)
- E.V.O (2016)

Demos
- "You Take My Hand" (2008)

Coletâneas
- Within the Last Eleven Lines (2015)

Singles
- "You'll Understand" (2008)
- "All I Am" (2008)
- "Trace of Trait" (2011)
- "Late Night in 85'" (2011)
- "Raise The Sun" (2013)

## Videografia
Clipes
| Ano  | Título                | Diretor(es)                                     |
| ---- | --------------------- | ----------------------------------------------- |
| 2009 | "Beyond Tomorrow"     | Rodrigo Gianneto[carece de fontes?]             |
| 2011 | "Trace of Trait"      | Alex Milesi                                     |
| 2011 | "Late Night in '85"   | Alex Milesi                                     |
| 2012 | "Days of the New"     | DV Produções e Alex Milesi                      |
| 2013 | "Living and Drifting" | Rafael Marques, Diogo Araújo e Alexandre Bordon |
| 2014 | "Believer"            | Diogo Araújo[carece de fontes?]                 |
| 2016 | "Speranza"            | Rodrigo Rossi                                   |
| 2017 | "Pleased To Meet You" | Rodrigo Rossi                                   |

## Membros
Membros da ultima formação
- Edu Falaschi - vocal , guitarra, violão e teclados (2006 - 2019)
- Marcelo Barbosa - guitarra (2007 - 2019)
- Raphael Dafras - baixo (2012 - 2019)
- Diogo Mafra - guitarra (2014 - 2019)
- Pedro Tinello - bateria (2015 - 2019)

Membros Anteriores
- Felipe Andreoli - baixo (2007 - 2012)
- Marcelo Moreira - bateria (2008 - 2015)
- Paulo Schroeber - guitarra (2008 - 2011)
- Gustavo Di Padua - guitarra (2012 - 2013)

Músicos convidados
- Casey Grillo - bateria em Almah
- Lauri Porra - baixo em Almah
- Emppu Vuorinen - guitarra em Almah
- Ian Bemolator - substituiu Paulo Schroeber no segundo semestre de 2011 e substituiu Gustavo Di Padua no fim de 2013 e começo de 2014 (guitarra)
- Fábio Laguna - shows na turnê em 2007 (teclado)
- Aquiles Priester - shows na turnê em 2007 (bateria)
- Edu Ardanuy - 2 shows na turnê em 2007 (guitarra)
- Tito Falaschi - shows na turnê em 2006 (baixo)
- Demian Tiguez - shows na turnê em 2006 (guitarra)
- Adriano Daga - shows na turnê em 2006 (bateria)
- Tiago Mineiro - pianos e teclados nos discos Unfold - Japan Bonus Tracks (2013) e E.V.O (2016) e nos programas Show Livre e Todo seu.

## Turnês
- Almah Tour (2006-2007)
- Fragile Equality Tour (2008-2010)
- Motion Tour (2011-2013)
- Unfold World Tour (2013-2016)
- EVO Tour (2016-2017)